# Alligator Alcatraz
Alligator Alcatraz (pt: Alcatraz dos Crocodilos) é um complexo de detenção de imigrantes construído no Aeroporto de Treinamento e Transição Dade-Collier dentro da Reserva Nacional Big Cypress em Ochopee, Flórida . Anunciado em junho de 2025 pelo procurador-geral James Uthmeier e defendido pelo governador da Flórida Ron DeSantis, o centro está localizado no Everglades, a oeste da cidade de Miami.
O complexo foi estabelecido para aliviar a lotação das prisões federais para imigrantes, tendo uma capacidade potencial de até 5.000 detidos numa área remota rodeada por pântanos. O nome faz alusão à fauna réptil local e à antiga Penitenciária Federal de Alcatraz, na Baía de São Francisco, Califórnia .